# Stoßler
Stoßler ist eine Einöde auf der Gemarkung Haidgau von Bad Wurzach im Landkreis Ravensburg.

## Lage
Stoßler liegt am Südosthang des Haisterkircher Rückens im Naturraum Riß-Aitrach-Platten (Naturraum-Nr. 41), welcher zur Großlandschaft Donau-Iller-Lech-Platte (Großlandschaft-Nr. 4) gehört.
Stoßler liegt etwa: 
- 550 m südwestlich des Ortsrands von Haidgau
- 250 m nordöstlich von Neuhäusler
- 300 m nördlich der L 314 1,6 km nordöstlich von Menisweiler[3]

Hydrologisch liegt Stoßler im Gewässereinzugsgebiet der Aitrach, welche über Iller und Donau in das Schwarze Meer entwässert.
Stoßler liegt zudem direkt am Ufer eines 0,1355 ha großen namenlosen Weihers, der in der amtlichen Gewässerkarte unter dem technischen Namen NN-XDC geführt wird.

## Verkehrsanbindung
Stoßler ist über einen Gemeindeverbindungsweg von Haidgau im Nordosten an das Straßennetz angeschlossen. Dieser Weg führt durch die Einöde und weiter nach Neuhäusler. Nach Neuhäusler besteht die Möglichkeit, auf die Landesstraße L 314 abzubiegen, welche nach Roßberg im Südwesten und Bad Wurzach im Osten führt. Alternativ kann man nach Nordosten abbiegen, um über Baurenhof Ehrensberg zu erreichen.

### ÖPNV
Der nächstgelegene Bahnhaltepunkt ist in Bad Waldsee, die Entfernung beträgt mit dem Pkw über Haidgau und Haisterkirch etwa 8,2 km. Mit dem Fahrrad sind es über Ehrensberg und das Naherholungsgebiet Tannenbühl circa 8,1 km (teilweise geschottert). Zum Bahnhof Bad Wurzach ist die Entfernung mit dem Pkw über Kimpfler, Haasen und den Brodbacher Hof etwa 6,5 km. Mit dem Fahrrad sind es über Sattlers, Basches und Ziegelbach ca. 8,2 km.

### Radverkehr
In Stoßler selbst sind keine Radwege vorhanden, und das Radnetz Baden-Württemberg führt nicht durch den Wohnplatz. Die nächsten Anschlüsse an das Radnetz Baden-Württemberg sind: 
- Haisterkirch: etwa 4 km (61 Höhenmeter bergauf und 83 Höhenmeter bergab)[8]
- Bad Wurzach: etwa 8,2 km (28 Höhenmeter bergab und 45 Höhenmeter bergauf)[9]